# Bean-Chamberlain Manufacturing Company
Bean-Chamberlain Manufacturing Company war ein US-amerikanischer Hersteller von Automobilen.

## Unternehmensgeschichte
Das Unternehmen wurde 1901 in Hudson in Michigan gegründet. Die Produktion von Automobilen begann. Der Markenname lautete Hudson, evtl. mit dem Zusatz Steamer. 1902 endete die Produktion.
1903 folgte die Übernahme durch Roscoe Bean und weiteren Geschäftsleuten aus Hudson. Sie gründeten die Hudson Motor Vehicle Company, später umbenannt in Hudson Auto-Vehicle Company. Sie versuchten bis Dezember 1904 vergeblich, Fahrzeuge zu produzieren.
Es bestand keine Verbindung zur Hudson Motor Car Co.

## Fahrzeuge
Das einzige Modell war ein Dampfwagen. Er hatte einen Dampfmotor mit zwei Zylindern und Kettenantrieb. Der offene Runabout bot Platz für zwei Personen. Gelenkt wurde mit einem Lenkhebel.